# Nomada albidemaculata
Nomada albidemaculata là một loài Hymenoptera trong họ Apidae. Loài này được Lozinski mô tả khoa học năm 1922.